# Іванов Денис Михайлович
Дени́с Миха́йлович Івано́в (нар. 6 грудня 1991 — 23 квітня 2016) — солдат Збройних сил України, учасник російсько-української війни.

## Життєпис
Народився 1991 року в місті Вознесенськ (Миколаївська область). Проживав у місті Помічна (Добровеличківський район). 2008 року закінчив Помічнянську ЗОШ № 2, пройшов строкову службу в лавах ЗСУ. Демобілізувавшись, працював електромонтером у Помічнянській дистанції сигналізації та зв'язку (Одеська залізниця).
У серпні 2015 року мобілізований, солдат 54-ї окремої механізованої бригади; навідник-оператор.
23 квітня 2016-го загинув під час бою з терористичною ДРГ на спостережному пункті поблизу смт Луганське (Бахмутський район). Тоді ж поліг Олександр Залізко, ще один вояк потрапив у полон.
26 квітня 2016 року похований у місті Помічна, Дениса зустрічало кілька тисяч односельців на колінах, тіло понад 5 кілометрів несли на руках. Було прощання біля будинку, де жив Денис, потім на центральній площі Помічної; учні шкіл на центральній вулиці створили коридор з квітів; залізничники прощалися гудками тепловозів.

## Нагороди та вшанування
- Указом Президента України № 421/2016 від 29 вересня 2016 року «за особисту мужність і високий професіоналізм, виявлені у захисті державного суверенітету та територіальної цілісності України, вірність військовій присязі» — нагороджений орденом «За мужність» III ступеня (посмертно)[1].